# Gomesa cogniauxiana
Gomesa cogniauxiana är en orkidéart som först beskrevs av Rudolf Schlechter, och fick sitt nu gällande namn av Mark W. Chase och Norris Hagan Williams. Gomesa cogniauxiana ingår i släktet Gomesa och familjen orkidéer. Inga underarter finns listade i Catalogue of Life.